# Jessie Andrews
Jessie Andrews (ur. 22 marca 1992 w Miami) – amerykańska aktorka pornograficzna i didżejka pochodzenia irlandzkiego i łotewskiego. Jest także założycielką i dyrektorem generalnym czterech firm.

## Życiorys

### Wczesne lata
Urodziła się w Miami na Florydzie. Porzuciła szkołę średnią zaledwie trzy miesiące przed jej ukończeniem i udała się na zachód do Los Angeles, by rozpocząć karierę filmową i telewizyjną. 

### Kariera
Dostała się do reklamy It Girl magazynu „GQ”. Została dostrzeżona podczas zakupów w sklepie American Apparel, aby stać się modelką. W wieku 17 lat jako modelka trafiła do magazynu „LA Weekly”, Monster Children i C-Heads. 
W roku 2010, w wieku 18 lat rozpoczęła karierę jako aktorka pornograficzna. Jednak świat o niej usłyszał dopiero w 2012 roku, kiedy wygrała AVN Award w kategorii najlepsza rola kobieca w filmie Portrait of a Call Girl (Elegant Angel) i otrzymała nagrodę XBIZ Award dla najlepszej aktorki roku. W wieku 20 lat Jessie zdobyła sławę jako modelka, międzynarodowy DJ i producentem.
W parodiach porno Taksówkarz - Taxi Driver: A XXX Parody (2011) i Krzyk - Scream XXX: A Porn Parody (2011) wystąpiła w scenie seksu z Evanem Stone.
Pojawiła się też w teledysku do piosenki Borgore „Decisions” (2012) z Miley Cyrus.

## Dyskografia
| Tytuł                      | Rok  | Wydawnictwo             |
| -------------------------- | ---- | ----------------------- |
| „I Never Knew”             | 2013 | Ultra Records           |
| „In Motion” EP             | 2014 | ZIVS/Metropolis Records |
| "You Won't Forget Tonight" | 2014 | Ultra Records           |
| „Usually Deep” EP          | 2015 | ZIVS/Metropolis Records |
| „GRIND”                    | 2015 | OneLove Recordings      |
| „Slowly”                   | 2015 | OneLove Recordings      |

## Nagrody i nominacje
| Rok  | Nagroda    | Kategoria                                        | Film                                | Inni wykonawcy               | Rezultat  |
| ---- | ---------- | ------------------------------------------------ | ----------------------------------- | ---------------------------- | --------- |
| 2012 | AVN Award  | Najlepsza nowa gwiazdka                          | –                                   | –                            | Nominacja |
| 2012 | AVN Award  | Najlepsza scena seksu grupowego samych dziewczyn | Gracie Glam: Lust (2011)            | Gracie Glam i Andy San Dimas | Nominacja |
| 2012 | AVN Award  | Najlepsza aktorka                                | Portrait of a Call Girl (2011)      | –                            | Wygrana   |
| 2012 | AVN Award  | Najlepsza scena seksu chłopak/dziewczyna         | Portrait of a Call Girl (2011)      | Manuel Ferrara               | Nominacja |
| 2012 | AVN Award  | Najlepsza scena seksu triolizmu                  | Portrait of a Call Girl (2011)      | Mick Blue i Ramón Nomar      | Nominacja |
| 2012 | AVN Award  | Najlepsza scena seksu oralnego                   | Portrait of a Call Girl (2011)      | –                            | Nominacja |
| 2012 | XRCO Award | Najlepsza aktorka                                | –                                   | –                            | Wygrana   |
| 2012 | XRCO Award | Kremowe marzenie                                 | –                                   | –                            | Nominacja |
| 2012 | XRCO Award | Najlepsza nowa gwiazdka                          | –                                   | –                            | Wygrana   |
| 2012 | XBIZ Award | Wykonawczyni roku                                | –                                   | –                            | Wygrana   |
| 2012 | XBIZ Award | Nowa gwiazdka roku                               | –                                   | –                            | Wygrana   |
| 2013 | AVN Award  | Wykonawczyni roku                                | –                                   | –                            | Nominacja |
| 2013 | AVN Award  | Najlepsza scena seksu dziewczyna/dziewczyna      | Lush 2 (2011)                       | Taylor Vixen                 | Nominacja |
| 2013 | AVN Award  | Najlepsza scena seksu oralnego                   | Filthy Cocksucking Auditions (2012) | Cassandra Nix                | Nominacja |
| 2013 | AVN Award  | Crossoverowa gwiazda roku                        | –                                   | –                            | Nominacja |
| 2013 | XRCO Award | Orgasmic Oralist                                 | –                                   | –                            | Nominacja |
| 2013 | XBIZ Award | Wykonawczyni roku                                | –                                   | –                            | Nominacja |
| 2014 | AVN Award  | Najlepsza scena seksu dziewczyna/dziewczyna      | Girl Crush 3 (2013)                 | Mia Malkova                  | Nominacja |
| 2016 | XBIZ Award | Najlepsza scena seksu samych dziewczyn           | Jessie Loves Girls (2015)           | Carter Cruise                | Wygrana   |